# Scopula subtaeniata
Scopula subtaeniata is een vlinder uit de familie spanners (Geometridae). De wetenschappelijke naam van deze soort is voor het eerst geldig gepubliceerd in 1908 door Bastelberger.
De soort komt voor in tropisch Afrika.